# Körle
Körle är en kommun och ort i Schwalm-Eder-Kreis i Regierungsbezirk Kassel i förbundslandet Hessen i Tyskland. 
De tidigare kommunerna Empfershausen, Lobenhausen och Wagenfurth uppgick i Körle 1 februari 1971.